# Amaounet
Amaounet « La Cachée » est une déesse de la mythologie égyptienne. Elle représente le vent qui ne peut pas être vu mais qui peut être senti.
Déesse égyptienne des mères ou de la fertilité, Amonet est apparue aux origines des temps. Elle était un membre du groupe de dieux égyptiens connus sous le nom d'Ogdoade, Amon étant son époux. Elle était considérée comme une divinité tutélaire des pharaons égyptiens, et avait une part importante dans les cérémonies de consultation de pharaon où elle est parfois accompagnée de Min.
C'est une déesse protectrice, dont le culte s'est consolidé durant le Nouvel Empire.
À Thèbes, elle est identifiée à Neith, à laquelle elle emprunte son aspect, une femme avec la couronne de la Basse-Égypte, tandis qu'à Hermopolis, elle est une femme à tête de grenouille. On la trouve aussi sous l'aspect d'une vache.